# Ronda 4 de GP2 Series de 2012
A Quarta rodada da Temporada da GP2 Series de 2012 aconteceu no Circuit da Catalunya, Espanha, entre 11 e 13 de maio.

## Classificatória
| Pos | No. | Piloto              | Equipe                  | Tempo    | Grid |
| --- | --- | ------------------- | ----------------------- | -------- | ---- |
| 1   | 9   | James Calado        | Lotus GP                | 1:30.655 | 1    |
| 2   | 5   | Fabio Leimer        | Racing Engineering      | 1:30.865 | 2    |
| 3   | 16  | Stéphane Richelmi   | Trident Racing          | 1:30.902 | 3    |
| 4   | 26  | Max Chilton         | Carlin                  | 1:30.962 | 4    |
| 5   | 12  | Giedo van der Garde | Caterham Racing         | 1:31.006 | 5    |
| 6   | 15  | Fabio Onidi         | Scuderia Coloni         | 1:31.167 | 6    |
| 7   | 3   | Davide Valsecchi    | DAMS                    | 1:31.212 | 7    |
| 8   | 14  | Stefano Coletti     | Scuderia Coloni         | 1:31.212 | 8    |
| 9   | 8   | Jolyon Palmer       | iSport International    | 1:31.269 | 9    |
| 10  | 6   | Nathanaël Berthon   | Racing Engineering      | 1:31.308 | 10   |
| 11  | 10  | Esteban Gutiérrez   | Lotus GP                | 1:31.320 | 11   |
| 12  | 25  | Nigel Melker        | Ocean Racing Technology | 1:31.332 | 12   |
| 13  | 23  | Luiz Razia          | Arden International     | 1:31.377 | 13   |
| 14  | 7   | Marcus Ericsson     | iSport International    | 1:31.391 | 14   |
| 15  | 1   | Johnny Cecotto, Jr. | Barwa Addax Team        | 1:31.565 | 15   |
| 16  | 2   | Josef Král          | Barwa Addax Team        | 1:31.599 | 16   |
| 17  | 18  | Fabrizio Crestani   | Venezuela GP Lazarus    | 1:31.677 | 17   |
| 18  | 21  | Tom Dillmann        | Rapax                   | 1:31.682 | 18   |
| 19  | 22  | Simon Trummer       | Arden International     | 1:31.939 | 19   |
| 20  | 11  | Rodolfo González    | Caterham Racing         | 1:31.966 | 20   |
| 21  | 24  | Victor Guerin       | Ocean Racing Technology | 1:32.270 | 21   |
| 22  | 4   | Felipe Nasr         | DAMS                    | 1:32.325 | 22   |
| 23  | 17  | Julián Leal         | Trident Racing          | 1:32.691 | 23   |
| 24  | 27  | Rio Haryanto        | Carlin                  | 1:33.010 | 24   |
| 25  | 20  | Ricardo Teixeira    | Rapax                   | 1:33.083 | 25   |
| 26  | 19  | Giancarlo Serenelli | Venezuela GP Lazarus    | 1:33.329 | 26   |

## Primeira Corrida
| Pos.                                                                  | No. | Driver              | Team                    | Laps | Time/Retired | Grid | Points    |
| --------------------------------------------------------------------- | --- | ------------------- | ----------------------- | ---- | ------------ | ---- | --------- |
| 1                                                                     | 12  | Giedo van der Garde | Caterham Racing         | 37   | 1:00:22.966  | 5    | 25        |
| 2                                                                     | 9   | James Calado        | Lotus GP                | 37   | +0.878       | 1    | 22 (18+4) |
| 3                                                                     | 14  | Stefano Coletti     | Scuderia Coloni         | 37   | +3.811       | 8    | 15        |
| 4                                                                     | 3   | Davide Valsecchi    | DAMS                    | 37   | +11.859      | 7    | 12        |
| 5                                                                     | 6   | Nathanaël Berthon   | Racing Engineering      | 37   | +15.795      | 10   | 10        |
| 6                                                                     | 15  | Fabio Onidi         | Scuderia Coloni         | 37   | +19.379      | 6    | 8         |
| 7                                                                     | 26  | Max Chilton         | Carlin                  | 37   | +19.768      | 4    | 6         |
| 8                                                                     | 23  | Luiz Razia          | Arden International     | 37   | +20.072      | 13   | 4         |
| 9                                                                     | 8   | Jolyon Palmer       | iSport International    | 37   | +27.624      | 9    | 2         |
| 10                                                                    | 10  | Esteban Gutiérrez   | Lotus GP                | 37   | +36.653      | 11   | 3 (1+2)   |
| 11                                                                    | 4   | Felipe Nasr         | DAMS                    | 37   | +45.264      | 22   |           |
| 12                                                                    | 5   | Fabio Leimer        | Racing Engineering      | 37   | +46.534      | 2    |           |
| 13                                                                    | 7   | Marcus Ericsson     | iSport International    | 37   | +47.087      | 14   |           |
| 14                                                                    | 25  | Nigel Melker        | Ocean Racing Technology | 37   | +47.356      | 12   |           |
| 15                                                                    | 11  | Rodolfo González    | Caterham Racing         | 37   | +53.555      | 20   |           |
| 16                                                                    | 27  | Rio Haryanto        | Carlin                  | 37   | +1:00.879    | 24   |           |
| 17                                                                    | 18  | Fabrizio Crestani   | Venezuela GP Lazarus    | 37   | +1:06.737    | 17   |           |
| 18                                                                    | 1   | Johnny Cecotto, Jr. | Barwa Addax Team        | 37   | +1:11.199    | 15   |           |
| 19                                                                    | 24  | Victor Guerin       | Ocean Racing Technology | 37   | +1:11.397    | 21   |           |
| 20                                                                    | 2   | Josef Král          | Barwa Addax Team        | 37   | +1:14.871    | 16   |           |
| 21                                                                    | 16  | Stéphane Richelmi   | Trident Racing          | 37   | +1:15.821    | 3    |           |
| 22                                                                    | 21  | Tom Dillmann        | Rapax                   | 37   | +1:20.031    | 18   |           |
| 23                                                                    | 22  | Simon Trummer       | Arden International     | 37   | +1:20.382    | 19   |           |
| 24                                                                    | 17  | Julián Leal         | Trident Racing          | 37   | +1:28.989    | 23   |           |
| 25                                                                    | 19  | Giancarlo Serenelli | Venezuela GP Lazarus    | 36   | +1 volta     | 26   |           |
| Ret                                                                   | 20  | Ricardo Teixeira    | Rapax                   | 8    | Retirou-se   | 25   |           |
| volta mais rápida: Esteban Gutiérrez (Lotus GP) — 1:35.200 (volta 21) |     |                     |                         |      |              |      |           |

## Segunda Corrida
| Pos.                                                                            | No. | Driver              | Team                    | Laps | Time/Retired | Grid | Points    |
| ------------------------------------------------------------------------------- | --- | ------------------- | ----------------------- | ---- | ------------ | ---- | --------- |
| 1                                                                               | 23  | Luiz Razia          | Arden International     | 25   | 40:08.411    | 1    | 17 (15+2) |
| 2                                                                               | 6   | Nathanaël Berthon   | Racing Engineering      | 25   | +5.256       | 4    | 12        |
| 3                                                                               | 3   | Davide Valsecchi    | DAMS                    | 25   | +5.897       | 5    | 10        |
| 4                                                                               | 9   | James Calado        | Lotus GP                | 25   | +6.575       | 7    | 8         |
| 5                                                                               | 26  | Max Chilton         | Carlin                  | 25   | +13.117      | 2    | 6         |
| 6                                                                               | 12  | Giedo van der Garde | Caterham                | 25   | +14.362      | 8    | 4         |
| 7                                                                               | 10  | Esteban Gutiérrez   | Lotus GP                | 25   | +14.874      | 10   | 2         |
| 8                                                                               | 14  | Stefano Coletti     | Scuderia Coloni         | 25   | +19.223      | 6    | 1         |
| 9                                                                               | 4   | Felipe Nasr         | DAMS                    | 25   | +19.703      | 11   |           |
| 10                                                                              | 18  | Fabrizio Crestani   | Venezuela GP Lazarus    | 25   | +21.570      | 17   |           |
| 11                                                                              | 5   | Fabio Leimer        | Racing Engineering      | 25   | +22.852      | 12   |           |
| 12                                                                              | 21  | Tom Dillmann        | Rapax                   | 25   | +23.312      | 22   |           |
| 13                                                                              | 1   | Johnny Cecotto, Jr. | Barwa Addax Team        | 25   | +30.155      | 18   |           |
| 14                                                                              | 11  | Rodolfo González    | Caterham Racing         | 25   | +30.601      | 15   |           |
| 15                                                                              | 27  | Rio Haryanto        | Carlin                  | 25   | +31.281      | 16   |           |
| 16                                                                              | 2   | Josef Král          | Barwa Addax Team        | 25   | +31.834      | 20   |           |
| 17                                                                              | 17  | Julián Leal         | Trident Racing          | 25   | +32.817      | 24   |           |
| 18                                                                              | 15  | Fabio Onidi         | Scuderia Coloni         | 25   | +34.371      | 3    |           |
| 19                                                                              | 16  | Stéphane Richelmi   | Trident Racing          | 25   | +34.818      | 21   |           |
| 20                                                                              | 22  | Simon Trummer       | Arden International     | 25   | +35.426      | 23   |           |
| 21                                                                              | 24  | Victor Guerin       | Ocean Racing Technology | 25   | +38.977      | 19   |           |
| 22                                                                              | 7   | Marcus Ericsson     | iSport International    | 25   | +39.878      | 13   |           |
| 23                                                                              | 20  | Ricardo Teixeira    | Rapax                   | 25   | +41.979      | 26   |           |
| 24                                                                              | 25  | Nigel Melker        | Ocean Racing Technology | 25   | +48.441      | 14   |           |
| Ret                                                                             | 19  | Giancarlo Serenelli | Venezuela GP Lazarus    | 3    | Retirou-se   | 25   |           |
| Ret                                                                             | 8   | Jolyon Palmer       | iSport International    | 0    | Não partiu   | 9    |           |
| volta mais rápida: Victor Guerin (Ocean Racing Technology) — 1:34.343 (volta 7) |     |                     |                         |      |              |      |           |

## Classificação apos a rodada
|   | Pos | Piloto              | Pontos |
| - | --- | ------------------- | ------ |
|   | 1   | Davide Valsecchi    | 129    |
|   | 2   | Luiz Razia          | 104    |
| 3 | 3   | James Calado        | 69     |
| 3 | 4   | Giedo van der Garde | 60     |
| 2 | 5   | Esteban Gutiérrez   | 59     |

|  | Pos | Time                | Pontos |
|  | --- | ------------------- | ------ |
|  | 1   | DAMS                | 157    |
|  | 2   | Lotus GP            | 128    |
|  | 3   | Arden International | 105    |
|  | 4   | Carlin              | 73     |
|  | 5   | Racing Engineering  | 64     |